# Vitis labrusca
A Vitis labrusca (ou cataúba) é uma espécie de videira de origem norte-americana, que produz excelentes frutos para consumo in natura e para a produção de sucos. Porém, os seus frutos não são indicados para fazer vinhos de qualidade devido ao aroma desagradável e o baixo teor alcoólico alcançado na sua fermentação.
A importância da videira americana para o fabrico de vinhos provém da sua utilização no processo de enxertia, objetivando o fortalecimento das videiras europeias, uma vez que há mais de um século não se pratica o plantio em pé franco, ou seja, deixou-se de lado a prática de retirar a vara de uma videira mais velha e enfiá-la diretamente no solo para se conseguir uma planta nova.
O porta enxerto elaborado com esta espécie da videira americana, chamado “cavalo”, funciona como simples condutor de seiva e a videira européia, chamada “cavaleiro”, contribui com a parte genética para garantir a qualidade da uva e, por conseguinte do vinho.
A enxertia foi a maneira encontrada pelos viticultores de garantir a existência dos vinhos de boa qualidade quando as videiras originais foram dizimadas pela filoxera.
A Europa no final do século XIX, entre os anos de 1865 e 1885 teve parreirais quase que completamente devastados por uma praga chamada filoxera. A filoxera é um minúsculo inseto, batizado com o nome científico Phyloxera vastatrix.
No Chile existem videiras centenárias ainda férteis. Graças ao clima excessivamente seco e pela barreira formada pela Cordilheira dos Andes, os parreirais chilenos não foram atingidos pela filoxera.
Em Portugal, na Espanha e na região de Champagne na França, também ainda hoje existem videiras centenárias férteis, que não foram atingidas pela filoxera, graças a um capricho da natureza.